# Abarth 1000 Bialbero
La Abarth 1000 Bialbero (nota anche come Fiat Abarth 1000 Bialbero, Fiat-Abarth 1000 Bialbero GT Zagato o più semplicemente Abarth Zagato 1000, Fiat Abarth 1000, Abarth 1000 BA o Abarth Bialbero) è una vettura sportiva realizzata dal 1960 al 1966 dalla Abarth.

## Contesto

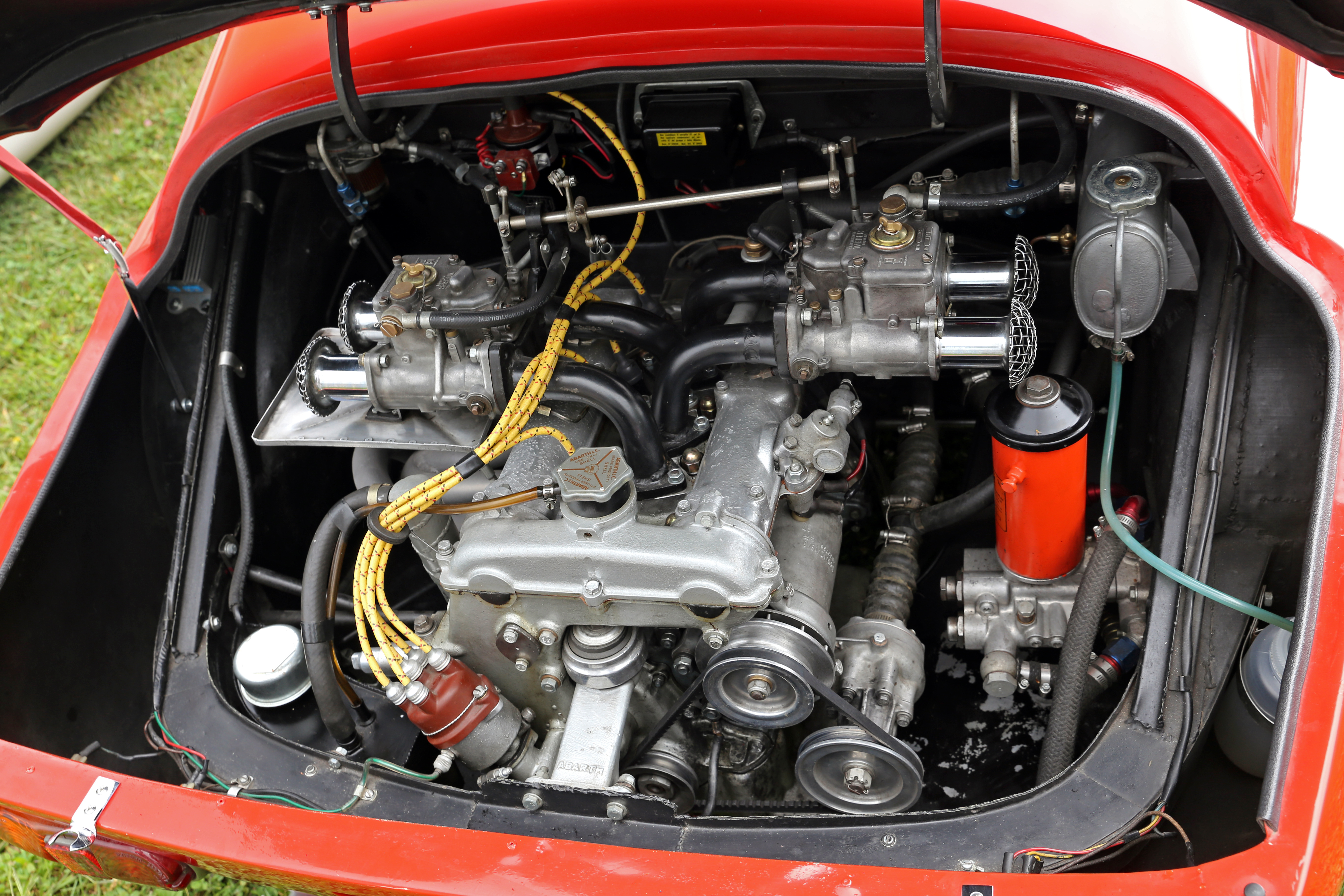
Vista Motore

La vettura, presentata al salone di Torino 1961, era una coupé con motore Abarth a quattro cilindri in linea da 982 cm³
 montato posteriormente alimentato da due carburatori Weber.

La prima versione 1960-61

Tutta la vettura, compreso il telaio, la meccanica, le sospensioni e in parte il motore, erano derivati dalla Fiat 600. Proprio quest'ultimo rappresentava l'aspetto più peculiare della vettura, realizzato insieme al progettista Gioacchino Colombo era derivato dal motore ad aste e bilancieri della 600, condividendone il monoblocco su cui montò la testata con doppio albero a camme in testa a 8 valvole (2 per cilindro) della Abarth 750 Zagato, trapianto che fu possibile grazie a delle modifiche con l'aggiunta di una diversa distribuzione e rinvii; il "bialbero" (che diede il nome alla vettura) era dotato inoltre di nuove camere di combustione emisferiche e di un cambio a 5 marce ad H.

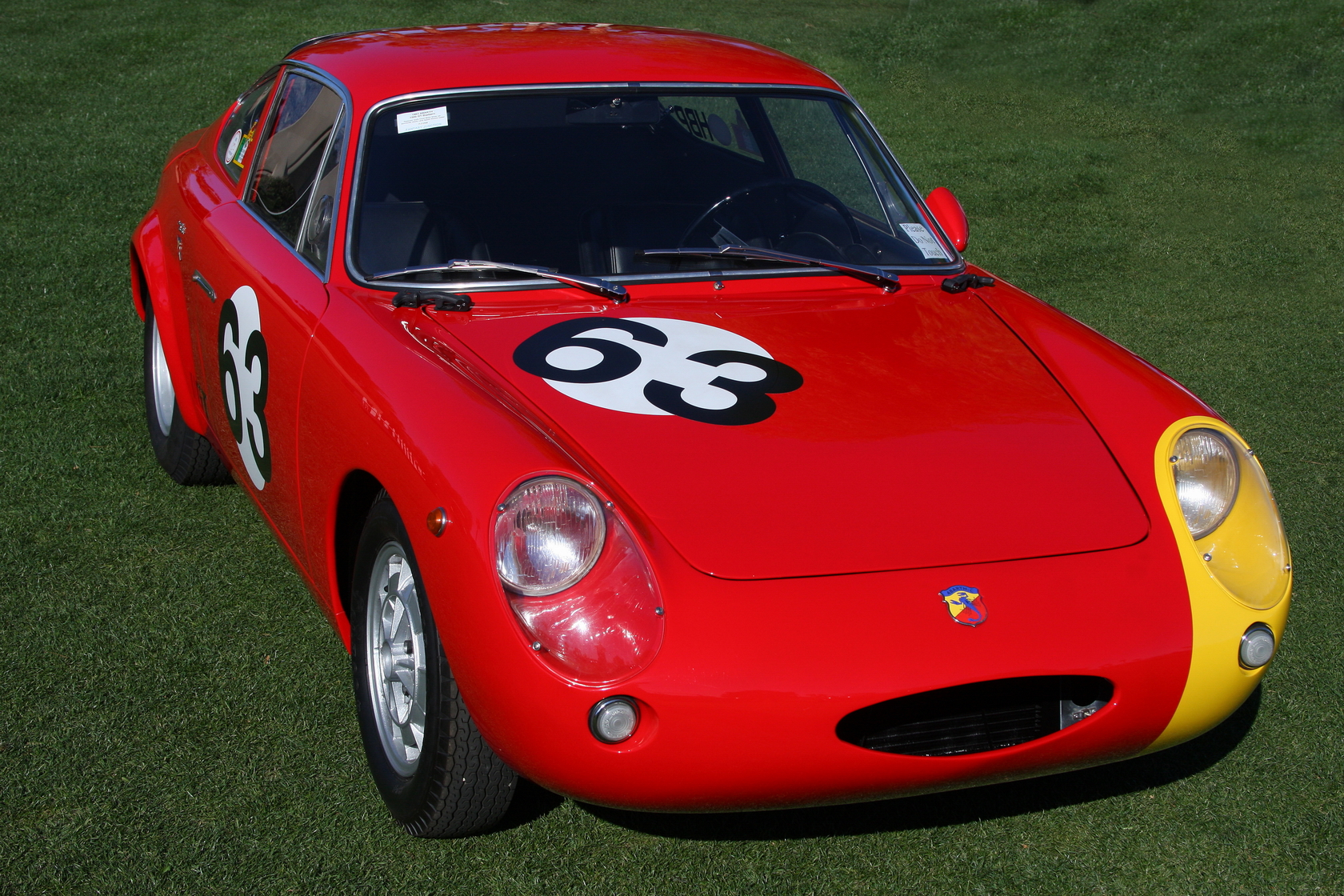
Versione 1963

Esteticamente la carrozzeria della prima versione, disegnata e progettata da Zagato che vinse anche il premio Compasso d'Oro, non fu prodotta a Milano ma bensì a Torino nelle officine Abarth su licenza della stessa, in quanto la Zagato in quel periodo era molto indaffarata e aveva molte commesse da sbrigare e Abarth volveva esercitare maggiore controllo su tutta la linea di produzione della vettura..
Nel corso degli anni subì numerose modifiche sia meccaniche ma soprattutto estetiche e alla carrozzeria che passò da una forma tondeggiante e curvilinea, ad una più spigolosa e a cuneo sul finire di carriera nel 1964 con cofano anteriore spiovente ad apertura integrale in vetroresina.
Nel 1962 al salone di Parigi e Torino venne presentato una versione aggiornata ed evoluta chiamata a "coda di papero".

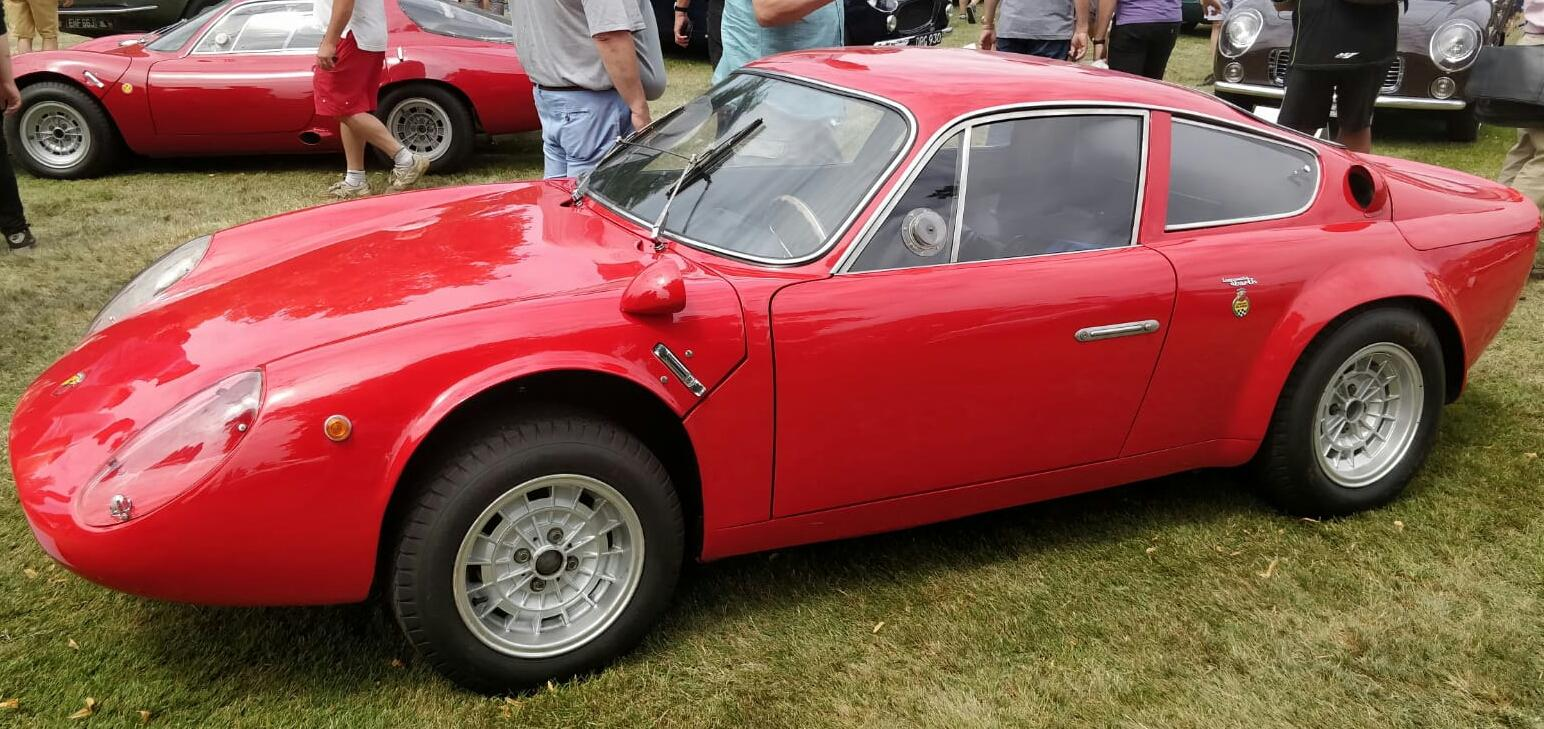
Versione a muso in vetroresina e coda lunga del 1964

## Attività sportiva
La vettura risultò molto prolifica e competitiva in gara, dove nel 1962 vinse la 500 km del Nürburgring, l'8 luglio la 6 ore di Auvergne, il campionato italiano e il campionato internazionale gran turismo nella categoria 1ª divisione fino a un litro di cilindrata.

## Palmarès
- Campionato internazionale gran turismo

Costruttori Divisione I 1962 e 1963